# توم كوشران
توم كوشران (بالإنجليزية: Tom Cochran)‏ هو لاعب كرة قدم أمريكية أمريكي، ولد في 13 أبريل 1924 في برمنغهام في الولايات المتحدة، وتوفي في 19 يناير 2010 في فورت والتون بيتش في الولايات المتحدة.